# Comuna Holmok, Ujhorod
Holmok (în ucraineană Холмок) este o comună în raionul Ujhorod, regiunea Transcarpatia, Ucraina, formată din satele Holmok (reședința), Konțovo, Mînai și Rozivka.

## Demografie
Componența lingvistică a comunei Holmok
     Ucraineană (69,94%)
     Maghiară (26,75%)
     Rusă (2,52%)
     Alte limbi (0,56%)
Conform recensământului din 2001, majoritatea populației comunei Holmok era vorbitoare de ucraineană (69,94%), existând în minoritate și vorbitori de maghiară (26,75%) și rusă (2,52%).